# Nautilocalyx pictus
Nautilocalyx pictus är en tvåhjärtbladig växtart som först beskrevs av William Jackson Hooker, och fick sitt nu gällande namn av Thomas Archibald Sprague. Nautilocalyx pictus ingår i släktet Nautilocalyx och familjen Gesneriaceae. Inga underarter finns listade i Catalogue of Life.